# Lola Gallardo
Pour les articles homonymes, voir Gallardo.
María Dolores "Lola" Gallardo Núñez, née le 10 juin 1993 à Séville en Espagne, est une footballeuse internationale espagnole évoluant au poste de gardien de but au club de l'Atlético Madrid et en équipe d'Espagne.

## Biographie
Elle participe avec l'équipe d'Espagne à l'Euro 2013, à la Coupe du monde 2015, et à l'Euro 2017.
Elle fait ensuite partie des 23 joueuses espagnoles retenues afin de participer à la Coupe du monde 2019 organisée en France.

## Palmarès
Olympique lyonnais
- Ligue des Champions
  - Vainqueur en 2020
- Coupe de France
  - Vainqueur en 2020
- Trophée Veolia Féminin
  - Vainqueur en 2020

 Atlético de Madrid
- Championnat d'Espagne
  - Championne en 2017, 2018 et 2019
- Coupe d'Espagne
  - Vainqueur en 2016

## Distinctions personnelles
- Fédération Française de Football
  - Médaille Fédération française de football des légendaires en 2020[2]

## Vie privée
Lola Gallardo est en couple avec la joueuse et ancienne coéquipière de l'Atlético de Madrid Carmen Menayo. 